# Provinz Guanacaste
Guanacaste ist die nordwestlichste Provinz Costa Ricas. Die Provinz erstreckt sich auf einer Fläche von 10.141 km² und hat eine Bevölkerung von 326.953 (2011). Hauptstadt der Provinz ist Liberia.

## Geographie und Natur
Guanacaste grenzt im Westen an den Pazifischen Ozean. Die nördliche Grenze bildet die Landesgrenze zu Nicaragua. Östliche Nachbarprovinz ist Alajuela, südöstliche Puntarenas.
Wegen des vergleichsweise trockenen Klimas ist Guanacaste das Zentrum der costa-ricanischen Viehzucht. Der Golfo de Papagayo an der Pazifikküste ist Hauptentwicklungsgebiet des Fremdenverkehrs. Hier entstehen zunehmend große Hotels für hauptsächlich nordamerikanische Pauschaltouristen.
Gleichzeitig ist ein breiter Streifen, von der Westspitze am Kap Santa Helena bis zu den aktiven Vulkangipfeln des Orosí und des Rincón de la Vieja, unter dem Namen Area de Conservación Guanacaste seit 1999 von der UNESCO als Weltnaturerbe geschützt. Der Bereich setzt sich hauptsächlich aus den drei Nationalparks der Provinz zusammen:
- dem Nationalpark Santa Rosa,
- dem Nationalpark Guanacaste und
- dem Nationalpark Rincón de la Vieja.

Einige der über 300 Steinkugeln von Costa Rica wurden in der Provinz gefunden.

## Verwaltungsgliederung

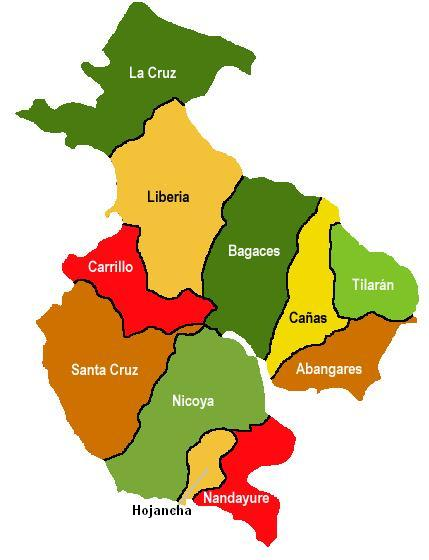
Kantone von Guanacaste

Die Provinz gliedert sich in 11 Kantone:
| Kanton     | Hauptstadt               | Einwohner (2011) |
| ---------- | ------------------------ | ---------------- |
| Abangares  | Las Juntas               | 18.039           |
| Bagaces    | Bagaces                  | 19.536           |
| Cañas      | Cañas                    | 26.201           |
| Carrillo   | Filadelfia de Guanacaste | 37.122           |
| Hojancha   | Hojancha                 | 7.197            |
| La Cruz    | La Cruz de Guanacaste    | 19.181           |
| Liberia    | Liberia                  | 62.987           |
| Nandayure  | Carmona                  | 11.121           |
| Nicoya     | Nicoya                   | 50.825           |
| Santa Cruz | Santa Cruz               | 55.104           |
| Tilarán    | Tilarán                  | 19.640           |